# Чеські племена
Чеські племена (чеськ. České kmeny) — група західнослов'янських племен, що населяли Чеську низовину, разом із лужицькими i лехіцькими племенами створювали гілку західних слов'ян.
Крім самих чехів (Česi), які жили у — Середня Чехія, по обох берегах Влтави, до цієї групи також належать:
- Хорвати (Східні хорвати — Charváti, або «чорні хорвати» — на схід від хорватців і злічан; Західні хорвати — хорватці  — Charvátci)- на північний схід від пшован;
- Дечани (чеськ. Děčané, Děčania) на північ від літомержичів, на правому березі Лаби;
- Дуліби (чеськ. Doudlebové, Doudlešbovia) — Південна Чехія;
- Лемузи (чеськ. Lemuzi) — на захід від Дечан, на лівому березі Лаби;
- Літомеричі (чеськ. Litoměřici) на північ від чехів, на правому березі Лаби;
- Лучани (чеськ. Lučané) — на північний захід від чехів, в нижній течії Огрже, на основі — Лугіїв (частково) Luczanie (Lužania);
- Гбани (чеськ. Hbané) — на захід від седлічан, у верхній течії Огрже;
- Пшовяни (чеськ. Pšované) — на північний схід від чехів, на правому березі Лаби, (Pšovania);
- Седлічани (чеськ. Sedličané) — на захід від лучан, у середній течії Огрже;
- Злічани (чеськ. Zličané,Zličania) — на схід від чехів;

В IX i X ці племена об'єднались в рамках чеської держави. Збирання чеських земель розпочав князь Боривой I.

## Писемні згадки
Частина чеських племен згадана в книзі анонімного автора X ст.: Také Morava, Karvati, Sorbin, Lučanin, Ljachin, Krakar, Bojmin jsou pokládáni za potomky Dodanin"
В Празькому документі з 1086 року, що описує межі празького єпископства, були згадані: Occidentem versus…Lucsane, Daciane…Ad Aquilonem…Psouane, Crouati et altera Chrouati, Zlasane, Trebouane, Bolorane etc.,
На цей же документ опирався і Космаш:
Pragensis episcopus Gebhardus saepe confratribus suis et Coepiscopis cae terisque Principibus nostris, ac novissime nobis conquestus est, quod Pragensis Episcopatus, qui ab initio per totum Bohemiae ac Moraviae Ducatum vnus et integer constitutus […] Termini autem eius (Pragensis sedis) occidentem versus hii sunt: Tugast, qui tendit ad medium fluminis Chub, Zelza, Zedlica [Zedlicane], Liusena [Lucsane], Dasena [Daciane], Liutomerici [Lutomirici], Lemuzi vsque ad mediam sylvam, qua Bohemia limitatur. Deinde ad aquilonalem hii sunt termini: Psouane, Ghrouati [Crouati] et altera Chrouati, Zlasane, Trebouane, Boborane, Dedosese [Dedosesi] usque ad mediam sylvam, qua Milcianorum occurrunt termini. Inde ad orientem hos fluvios habet terminos: Bug scilicet et Ztir cum Krakouia [Krakova] civitate, provinciaque, cui Wag nomen est, cum omnibus regionibus ad praedictam urbem pertinentibus, que Krakow est. Inde Ungarorum limitibus additis, usque ad montes, quibus nomen est Tritri [Tatri], dilatata procedit. Deinde in ea parte, quae Meridiem respicit, addita regione M o r a v i a usque ad fluvium, cui nomen est Wag, et ad mediam sylvam, cui nomen est Mudre [Muore], et eiusdem montis, eadem Parochia tendit qua Bavaria limitatur